# Moïse Tshombe
Moïse Kapenda Tshombe, escrito por vezes Tshombé ou Tchombe (Congo Belga, 10 de novembro de 1919 — 29 de junho de 1969), foi um político quinxassa-congolês.

## Biografia
Filho de um homem de negócios, Joseph Kapend Tshombe, era o primogénito de 11 filhos e descendente directo de Mwata Yamvo, monarca do Reino Lunda. Estudou numa escola de missionários vindos dos Estados Unidos, escolhendo contabilidade. Na década de 1950, dirigiu uma cadeia de lojas em Catanga, e entrou na política, fundando o partido "Confederação das Associações Tribais de Catanga" (CONAKAT), que propunha a independência em Catanga.
Nas eleições legislativas de 1960, o CONAKAT assumiu o poder na província do Catanga. Tshombe e o CONAKAT declararam a secessão da província do resto do Congo em 11 de julho de 1960. Houve graves distúrbios étnicos e os catangueses expulsaram os imigrantes cassais, da etnia luba, os quais a administração colonial belga tinha levado para que trabalhassem nas minas. Houve muitas mortes violentas.
Cristão, anticomunista e pró-ocidental, Tshombe foi eleito presidente de Catanga em agosto de 1960, anunciando que "nos separamos do caos" (referindo-se aos distúrbios produzidos no país após a proclamação da independência). Alguns analistas creem que Tshombe proporcionou esta secessão ao não ser incluído no governo de Lumumba. Como pretendia manter relações privilegiadas com a Bélgica e em especial com a União Mineira do Alto Catanga, Tshombe solicitou ao governo belga ajuda para constituir e treinar um exército catanguês. A França, também desejosa de aproveitar o mineral catanguês, enviou como reforço o mercenário Bob Denard e alguns dos seus homens. O primeiro-ministro Patrice Lumumba e o seu sucessor Cyrille Adoula pediram a intervenção das Forças das Nações Unidas, que responderam favoravelmente.
Quando Lumumba, depois das tensões com Joseph Kasa-Vubu e Joseph Mobutu, foi enviado ao Governo de Catanga em janeiro de 1961, foi torturado e assassinado. Supõe-se que o próprio Tshombe assistiu pessoalmente com seus ministros Kitenge, Munongo, Kibwe, e os belgas Gat e Verscheure à execução de Lumumba. Além de Lumumba, Tshombe também supervisionou, no mesmo dia, os assassinatos do Ministro da Juventude e Esportes, Maurice Mpolo, e do vice-presidente do Senado, Joseph Okito.
Em 1963, a tomada de Catanga por parte das forças das Nações Unidas obrigou Moïse Tshombe a exilar-se primeiro na Rodésia do Norte (actual Zâmbia), e depois na Espanha.
Em 1964, regressou ao Congo para fazer parte de um novo governo de coligação como primeiro-ministro. Decidiu expulsar de Quinxassa os congoleses de Brazavile (as duas capitais estão frente-a-frente, os seus habitantes estão bastante misturados e falam as mesmas línguas). Tal ato foi revogado um ano depois pelo presidente Joseph Kasa-Vubu. Em 1966, Joseph Mobutu, que tinha sido expulso para Kasa-Vubu um ano antes, acusou Tshombe de traição, pelo que teve que voltar a fugir para a Espanha.
Em 1967, foi condenado à pena capital, à revelia. Em junho, o avião em que viajava foi sequestrado e desviado para a Argélia, onde ficou preso no seu domicílio até à sua morte em 1969 por um ataque cardíaco.